# Asklépion (Kós)

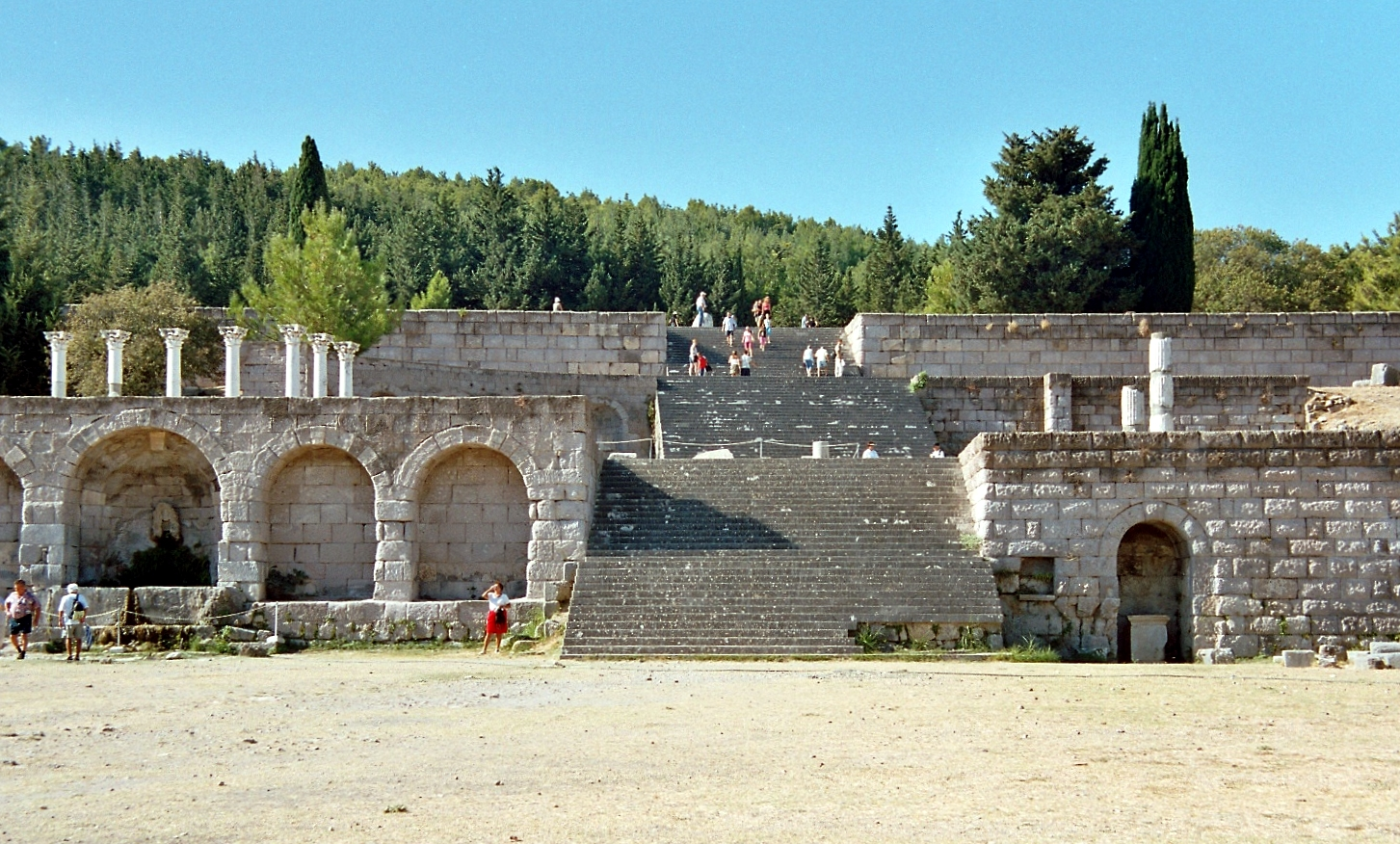
Asklépion na řeckém ostrově Kós, pohled směrem od spodní terasy

Asklépion (Asklepieion, řecky Ασκληπιείο) je starořecký posvátný léčebný okrsek zasvěcený bohu lékařství Asklépiovi na řeckém ostrově Kósu v Egejském moři. Patří mezi nejvýznamnější Asklépiovy svatyně v Řecku. Pravděpodobně byl zde vyučen i slavný řecký lékař Hippokratés. Asklépion se nachází přibližně 4 km od hlavního města ostrova Kóu směrem do vnitrozemí.
Areál je terasovitě rozložen na výběžcích pohoří Díkeos. Nejstarší dochované pozůstatky pocházejí ze 4. stol př. n. l. V dalších staletích byl okrsek rozšiřován. Dnes viditelné zbytky staveb pocházejí z helénistického i římského období. V roce 554 byl okrsek poničen zemětřesením, později sloužil jako zdroj stavebního kamene pro stavbu pevnosti Kós i dalších staveb. Asklepion objevil německý archeolog Rudolf Herzog na počátku 20. století. V době italské vlády na Kósu byl okrsek částečně rekonstruován včetně slavnostního schodiště.
Areál je rozložen na třech terasách, které spojuje monumentální schodiště. Příchod je od spodní terasy. Na první terase se nacházela krytá sloupová síň, která vytvářela uzavřené nádvoří. Z ní se patrně vcházelo do ubytoven a ošetřoven pro nemocné. Z těchto staveb se zachovaly pouhé zbytky. Ve výklencích v opěrné zdi, která podpírala druhou terasu, stávaly sochy bohů. Širší výklenek sloužil jako kašna, do které byla v helénistické době přiváděna léčivá voda.
Druhá terasa sloužila jako náboženské centrum. Nacházejí se zde zbytky Asklépiova chrámu a oltáře, kam se přinášely zvířecí oběti, Apollónova chrámu, domu kněží. Exedra – otevřený polokruhový výklenek se sedadly byl původně ozdoben sochami.
Třetí terasa byla ze tří stan uzavřena sloupovou síní, odkud se vcházelo do místností k léčení nemocných. Otevřený střed terasy vyplňoval Asklépiův chrám z 2. stol. př. n. l., který byl později upraven na křesťanskou svatyni. Nad třetí terasou se nacházel posvátný cypřišový Apollónův háj. Ze třetí terasy je nádherný výhled na pobřeží Kóu, ostrovy i na nedalekou tureckou pevninu.
Posvátný léčebný okrsek poskytoval právo azylu pro politicky pronásledované, obdobně jako později v křesťanských chrámech.

## Galerie

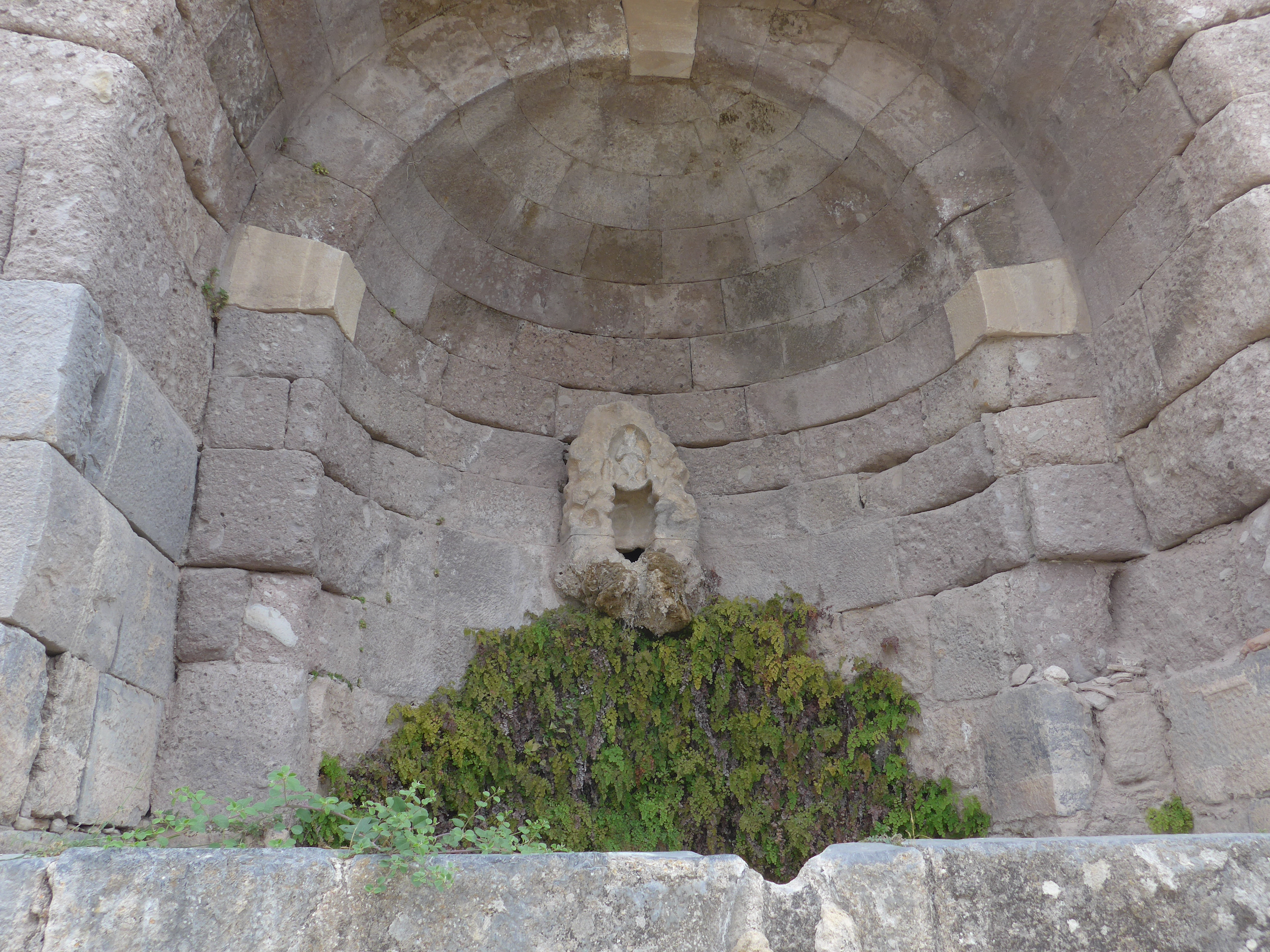
Zbytky kašny na léčivou vodu na spodní terase
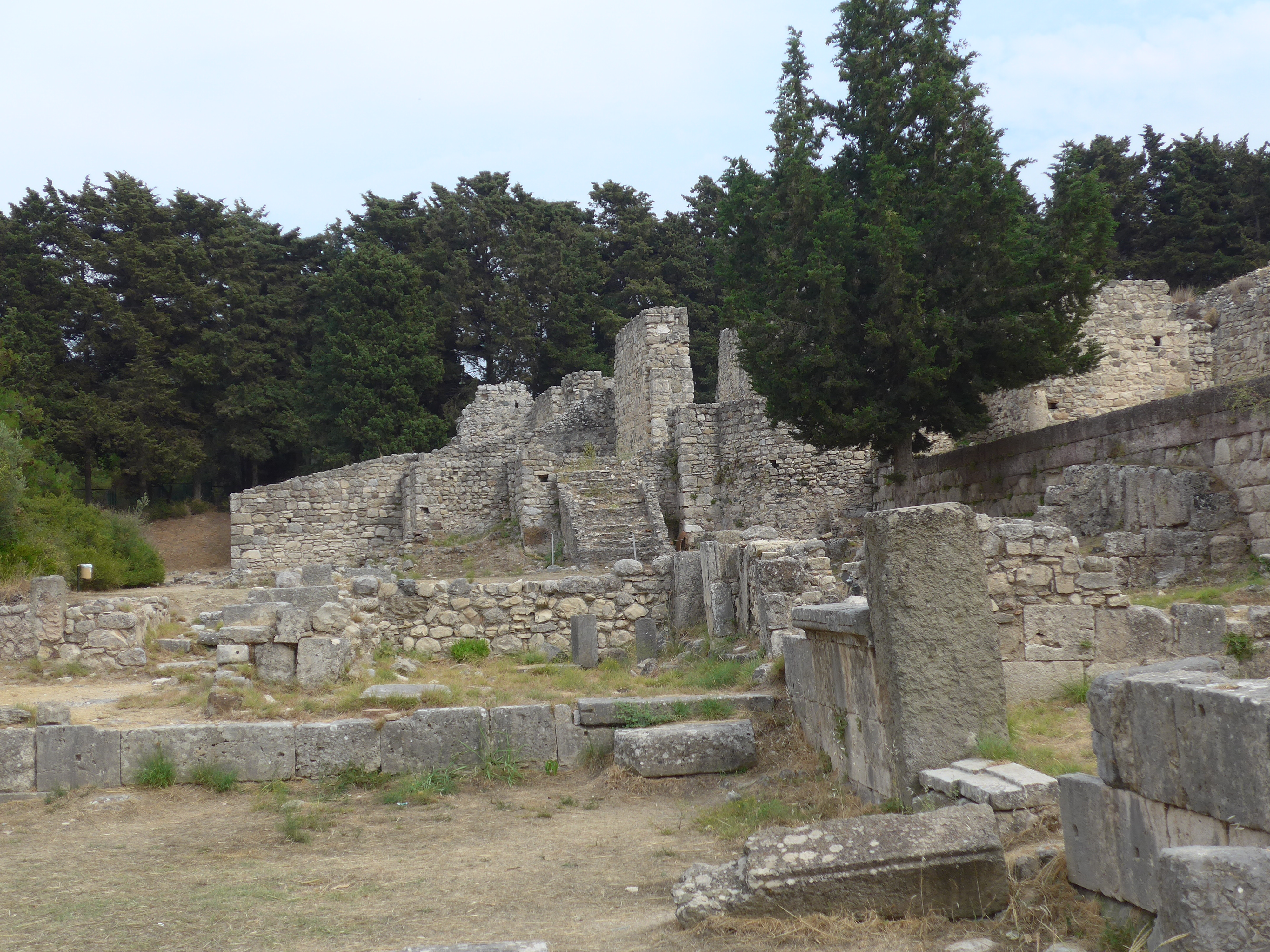
Ruiny římských lázní na spodní terase
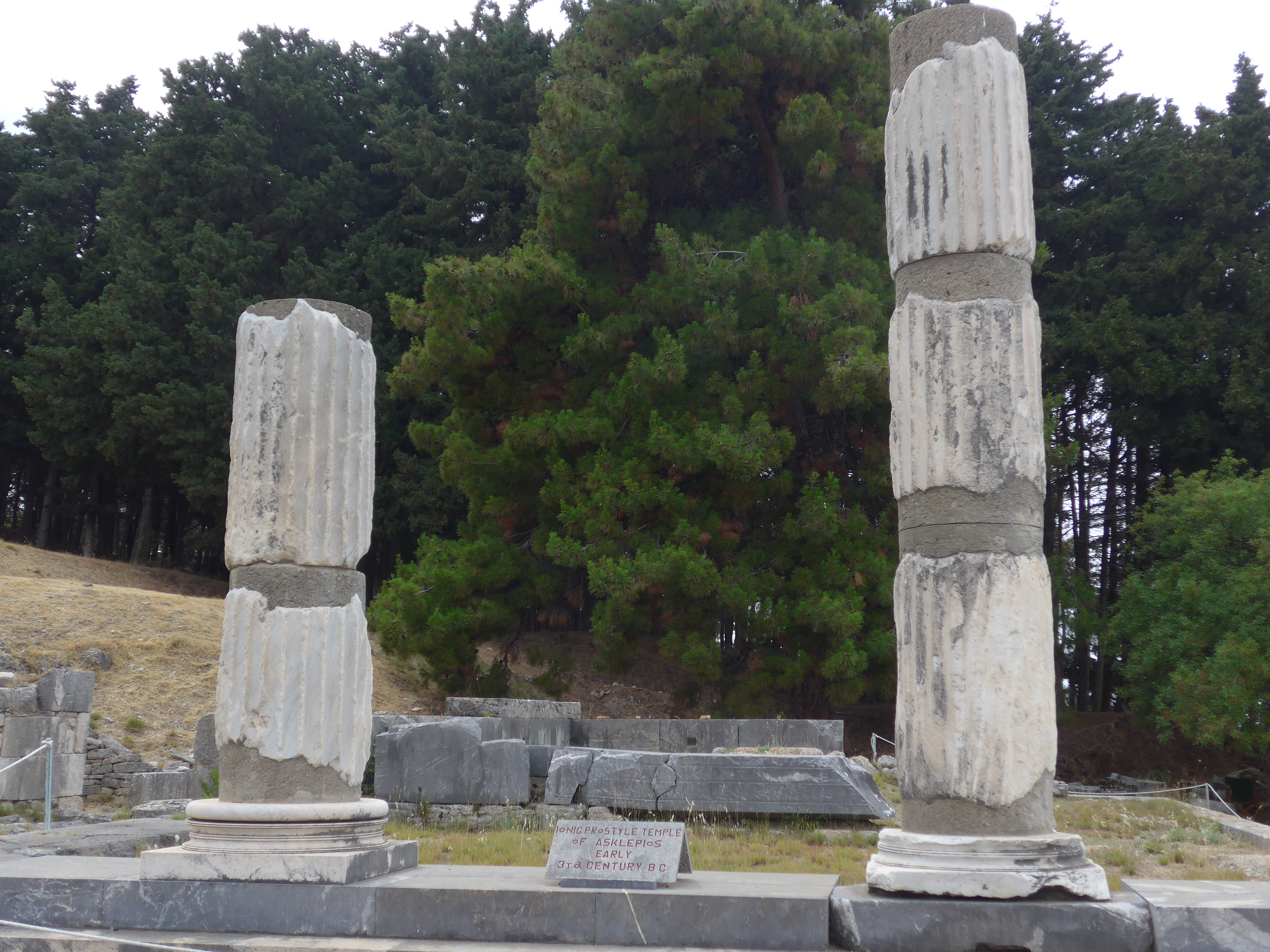
Asklépiův chrám na 2. terase
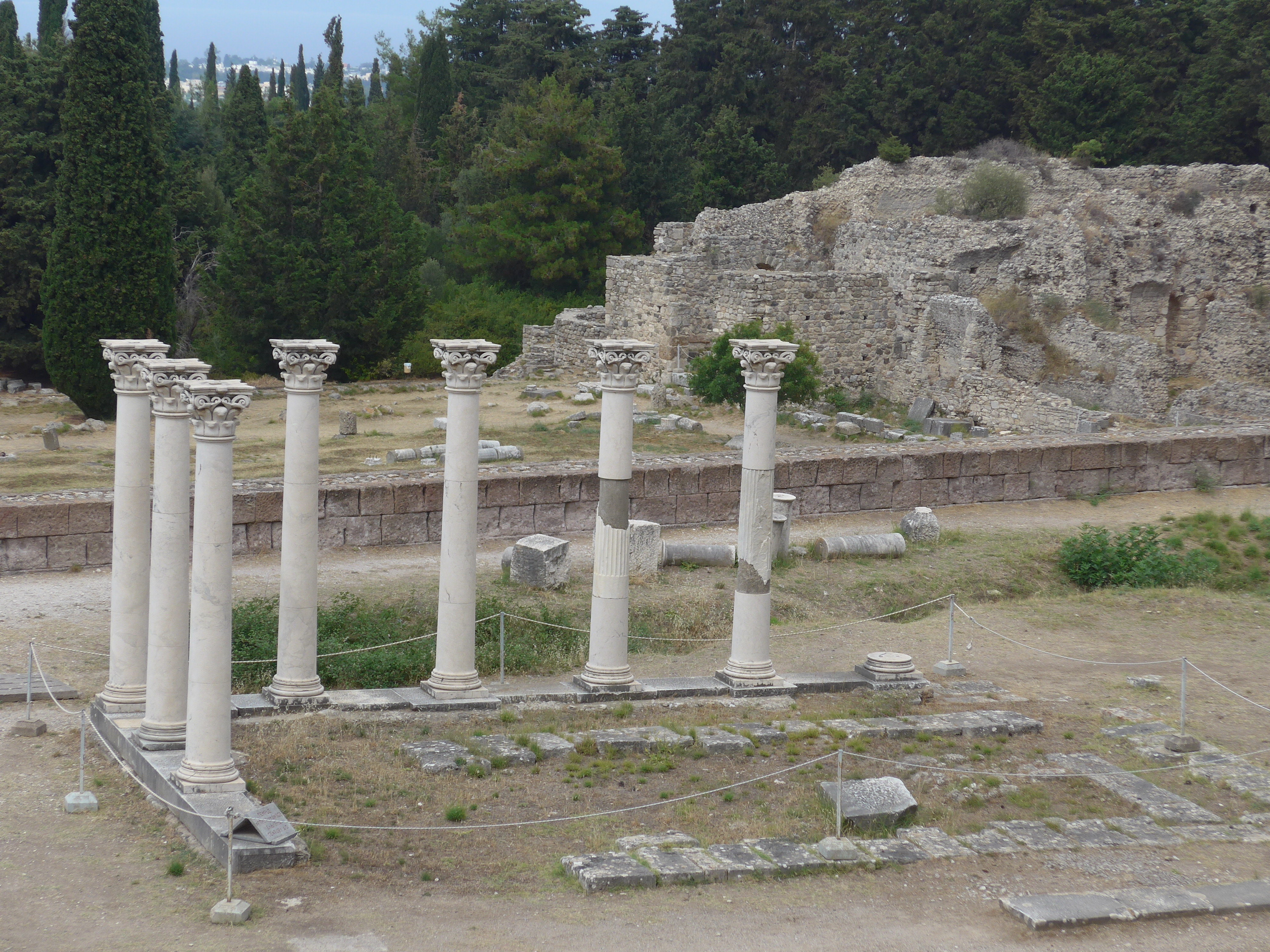
Vztyčené sloupy Apollónova chrámu na 2. terase
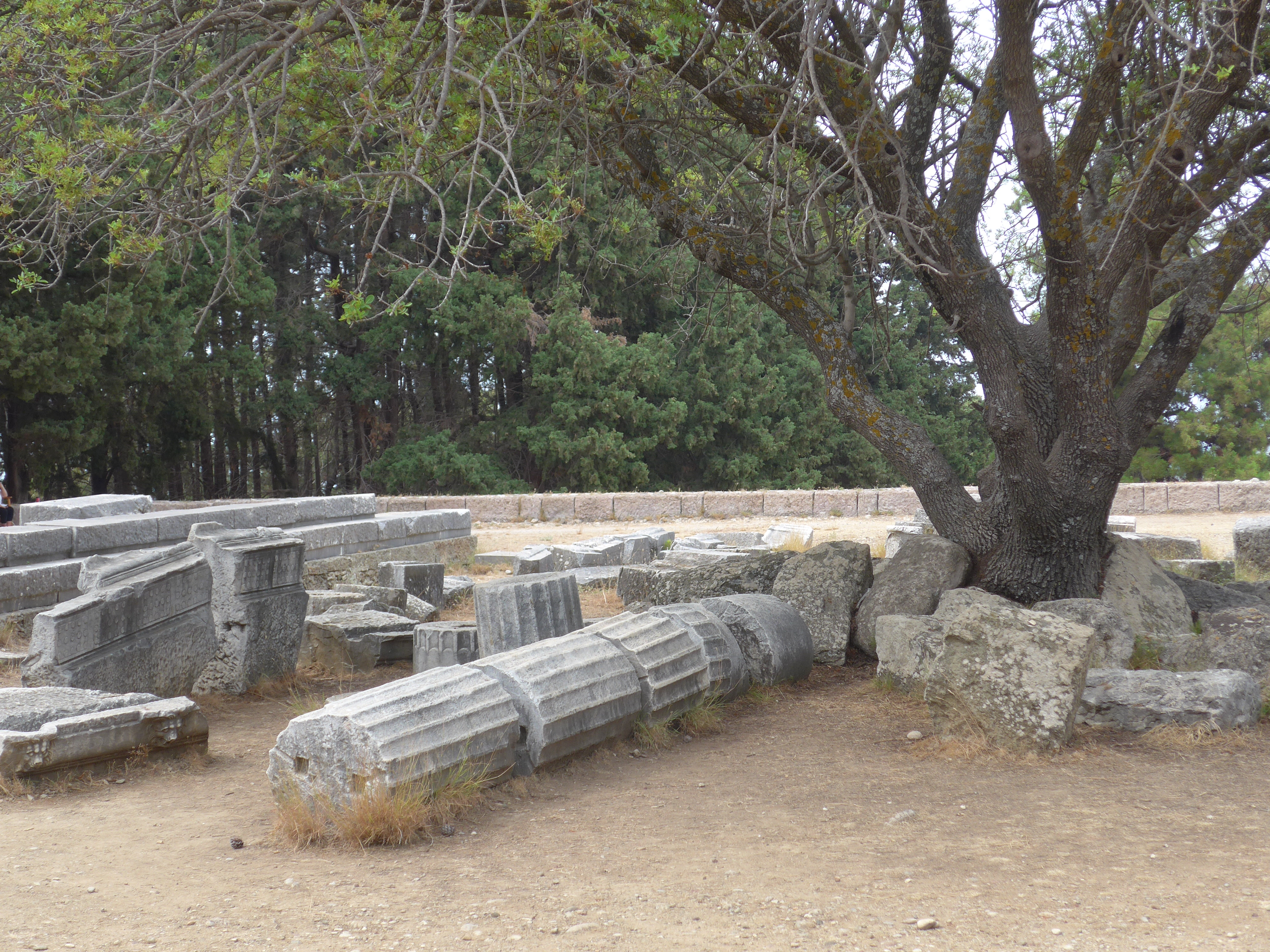
Ruiny chrámu na 3. terase
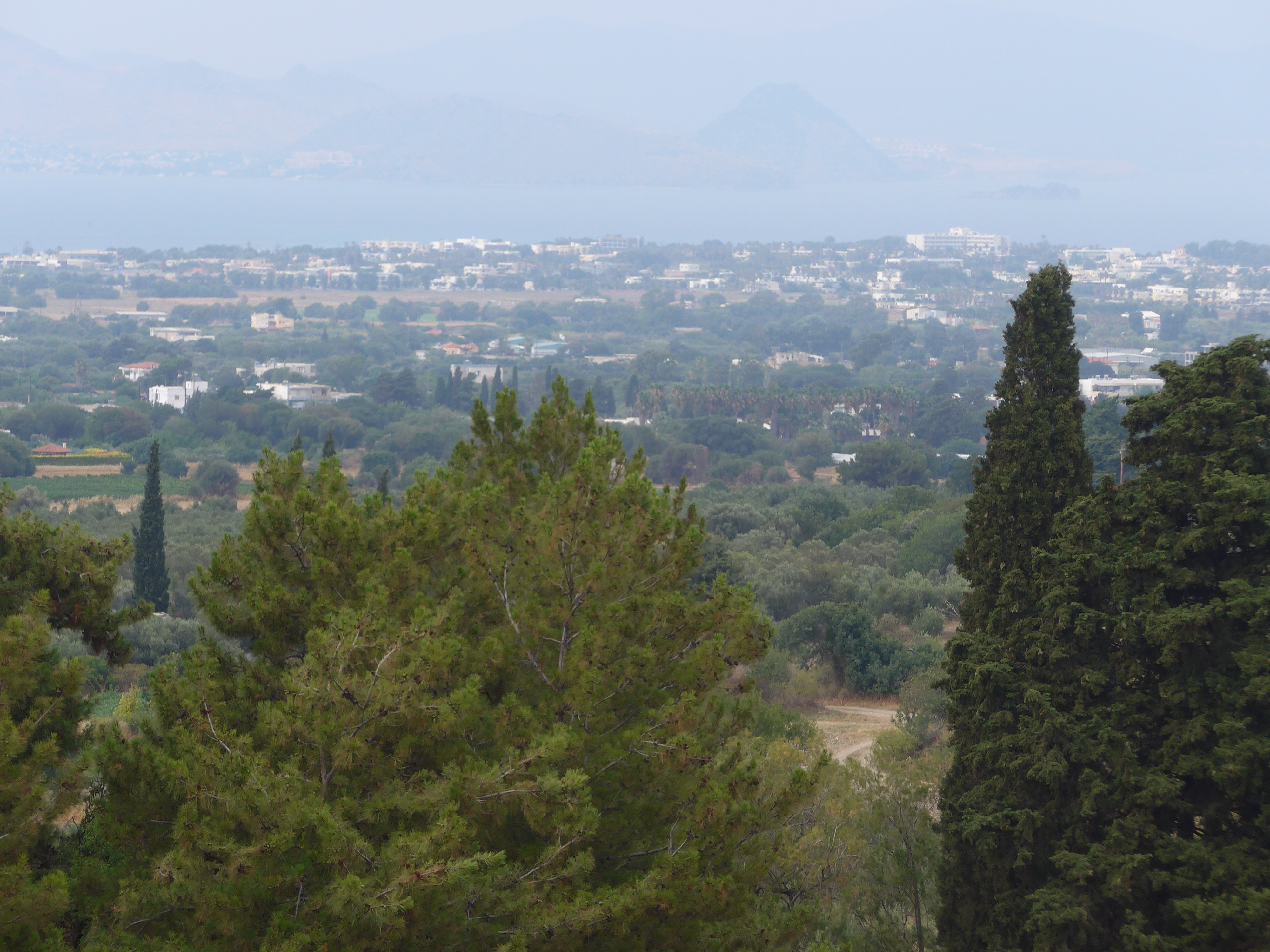
Pohled ze 3. terasy na město Kós, moře a tureckou pevninu